# Parque nacional Călimani
El Parque nacional Călimani (en rumano: Parcul Naţional Călimani) es un área protegida (parque nacional de la categoría II de la UICN), situada en el país europeo de Rumania en el territorio administrativo de los condados de Mures (45 %), Suceava (35 %), Harghita (15 %) y Bistrita Nasaud. Fue creado en el año 2000 y cubre una superficie estimada de 24 041 hectáreas, siendo la localidad más cercana la ciudad de Vatra Dornei.